# جزیره اومیسک
جزیره اومیسک (به انگلیسی: Umisk Island) یک جزیره غیر مسکونی در کانادا است که در ساسکاچوان واقع شده‌است.